# Centre spatial Lyndon B. Johnson
Pour les articles homonymes, voir JSC.
 (août 2024).
Le Centre spatial Lyndon B. Johnson (officiellement « Lyndon B. Johnson Space Center » ou JSC), anciennement Manned Spacecraft Center, est le centre de l'agence spatiale américaine de la National Aeronautics and Space Administration (NASA) affecté aux missions spatiales habitées. Il est situé à Houston au Texas. Depuis sa création en 1962, le centre assure l'entraînement des astronautes et la gestion des missions habitées après leur lancement. Le centre est ainsi responsable du contrôle en vol de la Station spatiale internationale (ISS). De nombreux laboratoires y sont installés. Son nom actuel en l'honneur de Lyndon B. Johnson, président des États-Unis de 1963 à 1969, date de 1973.
L'établissement White Sands Test Facility (WSTF) au Nouveau-Mexique, affecté aux tests des moteurs-fusées, est placé sous la responsabilité du JSC. Le JSC emploie environ 18 000 personnes dont plus de 3 000 sont salariés de la NASA.

## Le centre de contrôle de mission

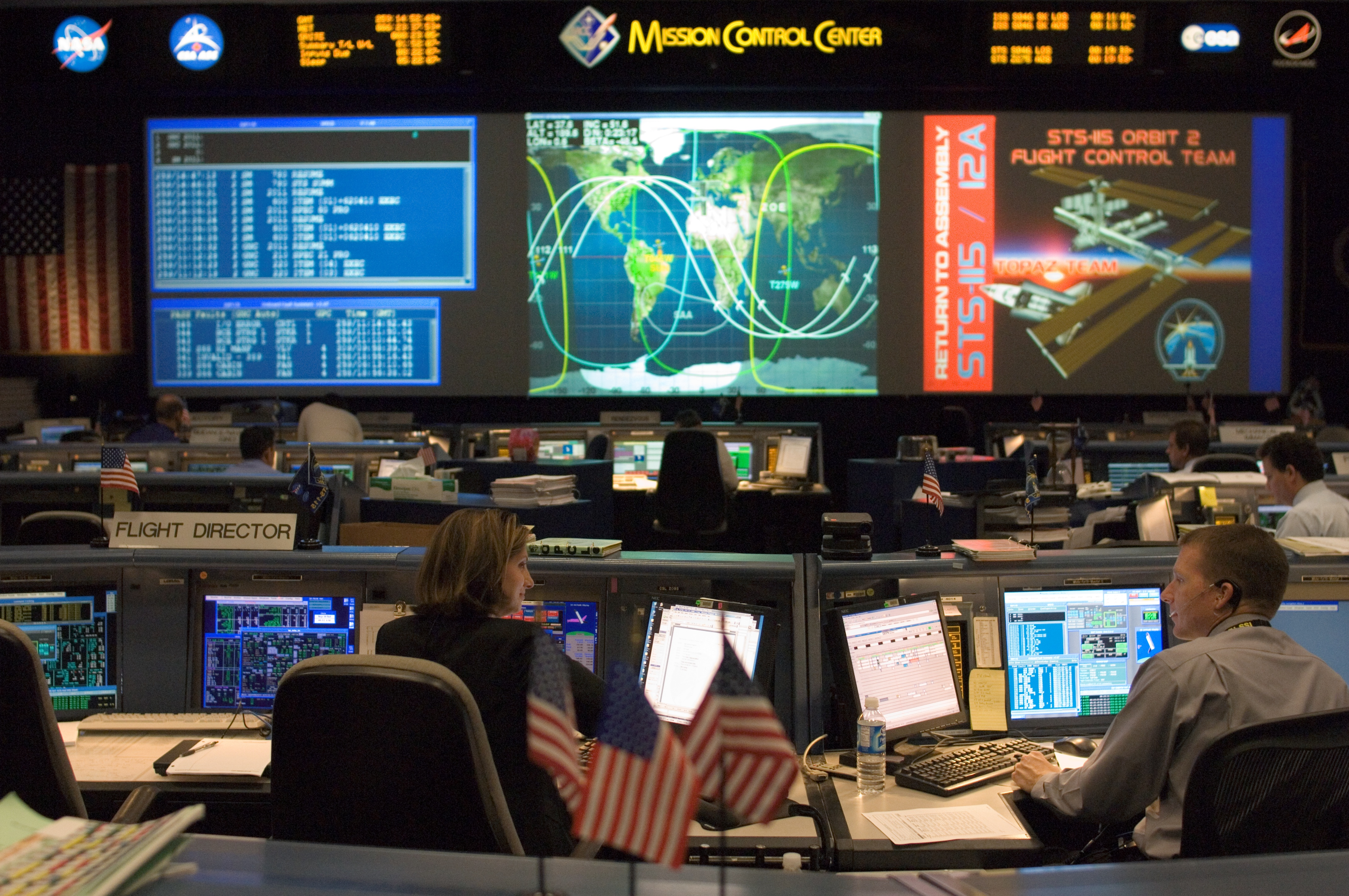
Le centre de contrôle durant la mission STS-115 en 2006.

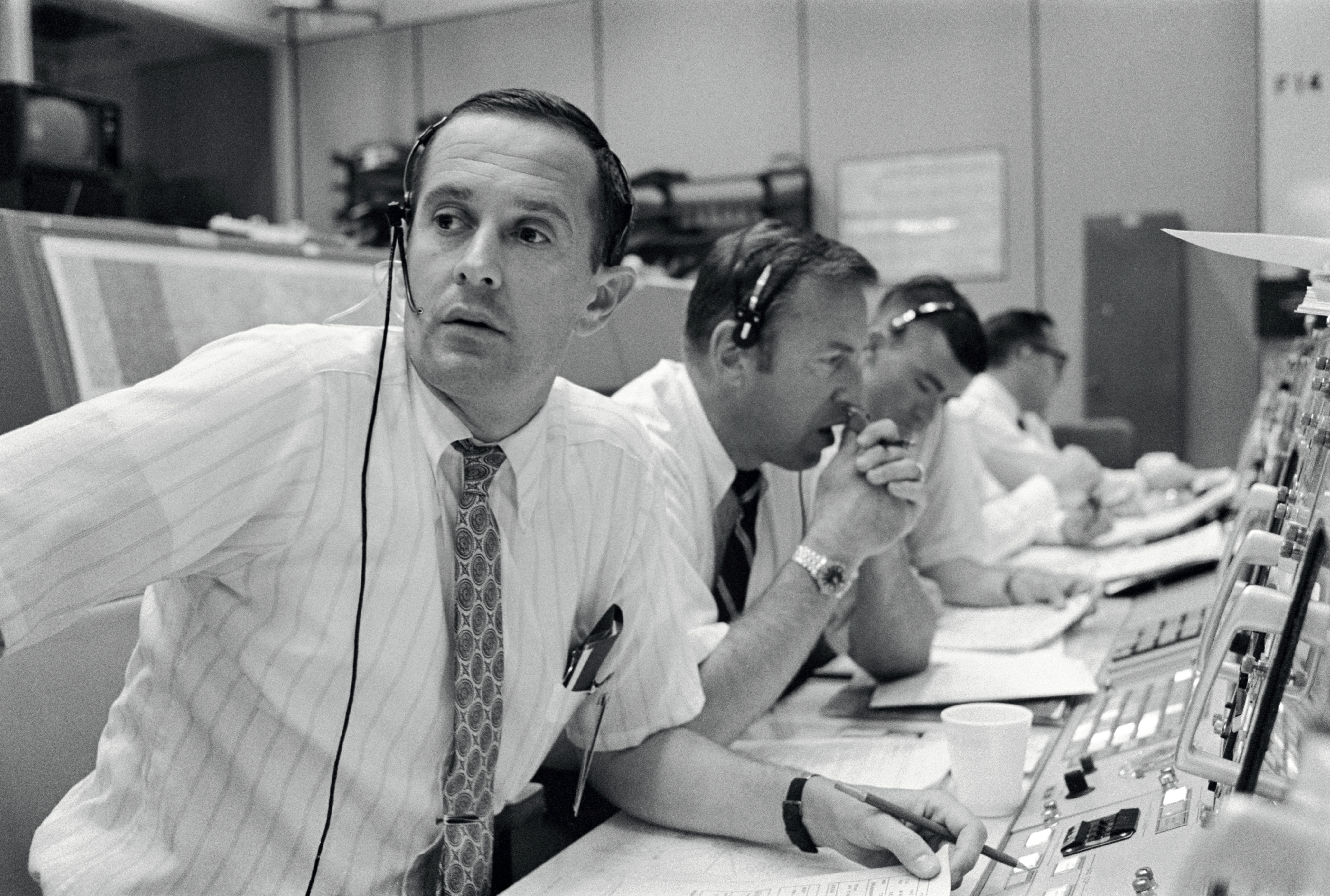
Les CAPCOM de la mission Apollo 11 : Charles Duke, James Lovell et Fred Haise.

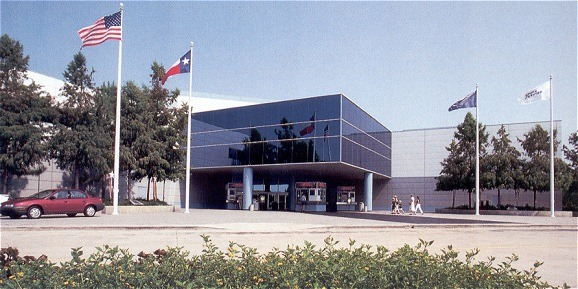
L'entrée du centre spatial Johnson.

Le centre de contrôle de mission du JSC (en anglais : Mission Control Center ou MCC) coordonne et surveille tous les vols spatiaux habités de la NASA. Le centre dispose de deux salles de contrôle : la première, avec environ vingt contrôleurs de vol, assure le contrôle de tous les vols de la navette spatiale et dans la seconde une douzaine de personnes assurent le suivi de toutes les activités à bord de la Station spatiale internationale. 

### Le suivi d'une mission
Dans chaque pièce, une vingtaine de consoles toutes reliées à un opérateur peuvent assurer le suivi d'un vol spatial. Les différentes consoles situées dans une salle de contrôle possèdent chacune une fonction et chacune des consoles peut permettre une opération. Les consoles s'identifient à leurs initiales qui sont inscrites sur les moniteurs. Pour permettre de communiquer facilement entre opérateurs, chaque console a un indicatif d'appel que les contrôleurs emploient couramment lors d'une mission.
Il y a environ cinquante personnes sur une équipe, trois équipes se succèdent sur les postes toutes les neuf heures. D'autres personnes soutiennent la mission au cas où il y a un problème particulier. Chaque équipe a un directeur de vol et un CAPCOM (Capsule Communicator).

### Quelques opérateurs
Les principaux opérateurs assurant le suivi d'une mission sont :
1. Le directeur de vol (Flight Director) : chef de l'équipe de contrôle, il est responsable de toutes les opérations, de toutes les décisions qui sont prises pour mener à bien une mission.
2. Le CAPCOM (Capsule Communicator) : il assure le contact entre le contrôle de vol et les astronautes lors des missions habitées. Poste nécessairement occupé par un astronaute et souvent faisant partie lui-même de l'équipage de remplacement, le CAPCOM est théoriquement le seul lien vocal direct entre l'équipage et le sol. Il est considéré comme étant le plus apte à communiquer les informations nécessaires à l'équipage en tenant compte de la situation réelle à bord et du ressenti des astronautes.
3. Le directeur des opérations (Mission Operation Directorate) : lien de la salle de commande de vol entre les opérateurs et subordonne les directeurs de la NASA et de mission.
4. L'officier des affaires publiques (Publics Affairs Officer) : il fournit de nombreuses informations de vol, du déroulement de la mission à la presse et aux médias.
5. L'officier des activités en vol (Flight Activities Officer) : il dresse la liste de contrôle, les procédures et les programmes d'orientation de la navette dans l'espace.

## L'entraînement des astronautes
Des centaines d'astronautes s'entraînent dans le centre de formation qui est doté de nombreuses installations telles que l'immense piscine de 23,5 millions de litres du laboratoire de flottabilité neutre en service depuis 1995 simulant un environnement d'impesanteur ou encore des simulateurs de vol spatial.

## Autres installations
Pour le stockage des roches lunaires, il abrite le Lunar Receiving Laboratory remplacé depuis 1979 par le Lunar Sample Laboratory Facility.